# Trithyreus grassii
Trithyreus grassii är en spindeldjursart som först beskrevs av Tord Tamerlan Teodor Thorell 1889.  Trithyreus grassii ingår i släktet Trithyreus och familjen Hubbardiidae. Inga underarter finns listade i Catalogue of Life.